# 硕羽新月蕨
硕羽新月蕨（学名：Pronephrium macrophyllum）为金星蕨科新月蕨属下的一个种。